# Festivali i Këngës
Festivali i Këngës es uno de los principales eventos musicales en Albania.
Se usan otras maneras para referirse a este evento, tales como:
- Festivali I Këngës Në RTSH (El Festival de la Canción en Radio-Televisión Albanesa)
- Festivali I Muzikës Së Lehtë Në Radio Televizionin Shqiptar (El Festival de la Canción de Música Pop en Radio-Televisión Albanesa)

Dado que la radiodifusora siempre ha sido RTSH (Radio-Televisión Albanesa), esta parte del título es asumida; y a veces, omitida.

## Historia
El Festivali I Këngës (o FiK) comenzó el 21 de diciembre de 1962 en el ILA Venue en Tirana, Albania. 20 canciones competían en una ronda semifinal, pero solo 12 llegaban a la final. La primera ganadora, del Festivali I Këngës fue Vaçe Zela con su canción "Fëmija I Parë" (El Primer Hijo). 
Desde entonces es una tradición establecida en la industria musical albanesa. Ha pasado a lo largo de muchas etapas difíciles, así como de muchos momentos gloriosos. Los cantantes siempre han tenido que cantar en vivo. También ha habido muchas decepciones, y algunas veces enojo por el resultado. Durante la dictadura en Albania (antes de 1990), el gobierno tuvo mucho poder en la creatividad del FIK. La censura fue muy estricta, y muchas canciones han sido descalificadas por haber sido consideradas inapropiadas por los estándares del gobierno. El gobierno también ha tenido poder absoluto en el resultado del concurso y los ganadores. 
Hasta 1999 solía ser el mayor evento musical del país. Sin embargo, su popularidad disminuyó cuando otras competencias, como Top Fest y Kënga Magjike, comenzaron a producir más canciones y conseguir más espectadores. La competencia fue de nuevo el centro de atención cuando la ganadora del Albanian Idol, y favorita de las masas, Anjeza Shahini ganó el Festivali I Këngës 42, ganándose participar en el Festival de la Canción de Eurovisión de aquel año. Esta fue la primera participación de Albania en el evento. Desde entonces, el FIK ha sido ensombrecido por muchos debates controvertidos en relación con las estrategias detrás de la selección de canciones, y la falta de transparencia en relación con el ganador. Tales alegatos no son nuevos para el concurso. Sin embargo, se han intensificado desde que la participación en el Eurovisión se volvió un factor.
Es importante hacer notar que, después de tomar la decisión de hacer al Festivali I Këngës, la preselección nacional para el representante de Albania al Eurovisión; la ceremonia tradicional de puntos fue eliminada y reemplazada por el anuncio de solo los tres primeros lugares. Algunos[¿quién?] argumentan que fue un movimiento controvertido para facilitar cualquier arreglo entre las autoridades del festival. Esta queja fue impulsada por el hecho de que ninguno de los puntos del jurado o los resultados del televoto son publicados. En 2006, se anunciaron planes para el televoto, pero se cancelaron finalmente, aunque el jurado anunció sus votos al final del espectáculo.

### Récords
Vaçe Zela es la cantante con más victorias en la historia del FIK a la fecha, 12 veces, 7 de las cuales fueron consecutivas.
Cantantes con victorias consecutivas incluyen:
1. Vaçe Zela (1962, 1963, 1964, 1965 dúo, 1966, 1967, 1968 dúo; 1976 & 1977)
2. Alida Hisku (1974 & 1975)
3. Manjola Nallbani (1992 trío & 1993 solo)
4. Elsa Lila (1996 1997 2022)

### Censura
Antes de 1972, las canciones tuvieron una naturaleza neutral, cubriendo muchos tópicos de la vida. Sin embargo, después del Festivali I Këngës 11, el dictador Enver Hoxha intervino asesinando a muchos organizadores del show, y acusándolos injustamente de conspirar contra el país y corromper a la juventud. El concurso vivió en un periodo de presión y censura extrema. Las canciones eran vigiladas, y los temas estaban relacionadas al desarrollo del país y el gobierno. Esta opresión continuó hasta 1984 cuando el dictador murió. El año siguiente, el cambio en las letras fue muy abrupto, y la censura no fue tan estricta.

### Cambio
Con la caída de la dictadura durante la década de 1990, el Festivali I Këngës tuvo un impulso temporal, tanto en calidad como en diversidad. Las canciones ganadoras reflejaron el estatus del cambio en el país. El ganador de 1991, "Ardit Gjebrea - Jon" y el ganador de 1992, "Aleksandër Gjoka, Manjola Nallbani & Viktor Tahiraj - Pesha E Fatit", eran canciones con un tema de "inmigración/libertad", que era la realidad del tiempo en Albania. Durante este periodo, el festival fue introducido a la palabra Dios por primera vez. Antes de ello, la religión era ilegal en Albania, y no estaba permitida la palabra Dios en público. La participación de cantantes albaneses desde fuera de las fronteras también fue una adición a la historia del festival en esta década. Antes de ello, el país estuvo en un periodo de aislamiento.

### Tiempos difíciles
En 1996, el escenario del Festivali I Këngës le dio la bienvenida a Elsa Lila, una niña dulce e inocente que robó los corazones de todos con su hermosa voz. Ganó el concurso con "Pyes Lotin" en 1996, y obtuvo otra victoria el siguiente año con "Larg Urrejtjes" en 1997. Estas canciones también eran un espejo del difícil estado del país en aquellos años después del colapso del esquema piramidal, un evento que sembró el caos en toda Albania. A pesar de los años difíciles, Festivali I Këngës nunca detuvo su transmisión en las semanas finales de diciembre cada año desde su comienzo.
En 1998, Albërie Hadërgjonaj se convirtió en la primera cantante albanokosovar en ganar el concurso con la balada "Mirësia Dhe E Vërteta". La canción tenía un mensaje humanitario antiguerra, y es muchas veces referida como una canción para Kosovo, relacionada con los conflictos de 1998-1999.

### Enfriamiento
Para el año 2000, el Festivali I Këngës había perdido muchos de sus admiradores por Kënga Magjike, un concurso similar que tiene lugar en el otoño, así como el Top Fest, que comenzaron unos años más tarde como reality-shows en Top Channel y que culmina con un gran final en primavera. Sin embargo, otro nuevo talento agració el escenario del FIK en 2003, la ganadora del Idol Anjeza Shahini. Ella ganó el show de talentos "Ethet E Së Premtes Mbrëma", antes de competir en el FIK. El público estaba loco por ella y su voz, su presencia y su actitud.

### Festival de la Canción de Eurovisión
Anjeza Shahini ganó la 42ª edición del Festival I Këngës, como todos esperaban, poniendo a la cantante profesional Mariza Ikonomi en segundo lugar. Mariza terminó dejando el escenario cuando los resultados fueron anunciados, y nadie la podría culpar. Después de todo, el ganador de ese año sería el primer representante de Albania en Eurovisión. Anjeza cantó en el concurso ganando un respetable 7º lugar con la canción "The Image Of You".
En diciembre del 2004, Ledina Çelo ganó la 43.ª edición del FIK, pero no tuvo el mismo éxito que Anjeza Shahini. En diciembre del 2005, Luiz Ejlli ganó la 44.ª edición, pero tampoco pudo impresionar en Eurovisión y no calificó en la semifinal. La victoria de Luiz Ejlli fue muy controvertida, ya que generó incomodidad a través de la comunidad de Internet. Por primera vez en la historia del FIK, se hizo una petición para protestar por la victoria de una canción. La petición ganó fama en los medios albaneses. Sin embargo, no detuvo a Luiz de representar a su país en el festival, a pesar de la respuesta negativa y la falta de fondos para la gira promocional. En el 2006, Frederik Ndoci & Aida Ndoci fueron los ganadores del Festivali I Këngës, siendo la segunda vez que Frederik ganaba el concurso, el primero en 1989. Había estado oculto de la escena albanesa por mucho tiempo debido a su carrera de cantante en Italia y los Estados Unidos.

## Presentadores
| Año  | Edición | Presentador(es)                                                        | Auditorio                      | Director                     |
| ---- | ------- | ---------------------------------------------------------------------- | ------------------------------ | ---------------------------- |
| 1962 | FIK 01  | Margarita Xhepa & Luigj Gurakuqi Jr.                                   | Universidad de las Artes       | Luigj Gurakuqi Jr.           |
| 1963 | FIK 02  | Vera Zhej & Skifter Këlliçi                                            | Universidad de las Artes       | Luigj Gurakuqi Jr.           |
| 1964 | FIK 03  | Drita Bardhi & Vangjel Heba                                            | Universidad de las Artes       | Luigj Gurakuqi Jr.           |
| 1965 | FIK 04  | Drita Bardhi & Bujar Kapexhiu                                          | Universidad de las Artes       | Luigj Gurakuqi Jr.           |
| 1966 | FIK 05  | Drita Bardhi & Bujar Kapexhiu                                          | Universidad de las Artes       | —                            |
| 1967 | FIK 06  | Albert Minga & Drita Bardhi                                            | Universidad de las Artes       | —                            |
| 1968 | FIK 07  | Drita Bardhi & Roland Trebicka                                         | Universidad de las Artes       | —                            |
| 1969 | FIK 08  | Elisabeta Vasili & Kiço Fotiadhi                                       | Teatro de ópera y ballet       | Albert Minga                 |
| 1970 | FIK 09  | Adriana Fishta & Mevlan Shanaj                                         | Teatro de ópera y ballet       | Albert Minga                 |
| 1971 | FIK 10  | Edi Luarasi & Viktor Zhusti                                            | Teatro de ópera y ballet       | Mihallaq Luarasi             |
| 1972 | FIK 11  | Edi Luarasi & Bujar Kapexhiu                                           | Teatro de ópera y ballet       | Mihallaq Luarasi             |
| 1973 | FIK 12  | Flutura Çangu & Pandi Siku                                             | Teatro de ópera y ballet       | Albert Minga                 |
| 1974 | FIK 13  | Arta Dade & Esat Teliti                                                | Teatro de ópera y ballet       | Albert Minga                 |
| 1975 | FIK 14  | Rezarta Malaj & Kastriot Caushi                                        | Teatro de ópera y ballet       | Mevlan Shanaj                |
| 1976 | FIK 15  | Rezana Celiku & Ilir Bibolli                                           | Teatro de ópera y ballet       | Albert Minga & Osman Mula    |
| 1977 | FIK 16  | Zerina Kuke & Ilir Bibolli                                             | Teatro de ópera y ballet       | Osman Mula                   |
| 1978 | FIK 17  | Zerina Kuke & Ndriçim Xhepa                                            | Teatro de ópera y ballet       | Osman Mula                   |
| 1979 | FIK 18  | Mimoza Tafaj & Pirro Kita                                              | Teatro de ópera y ballet       | Osman Mula                   |
| 1980 | FIK 19  | Silvana Braçe & Dhimitër Gjoka                                         | Teatro de ópera y ballet       | Osman Mula                   |
| 1981 | FIK 20  | Ndriçim Xhepa & Anisa Markarian                                        | Teatro de ópera y ballet       | Osman Mula                   |
| 1982 | FIK 21  | Dhimiter Gjoka & Dhurata Kasmi                                         | Teatro de ópera y ballet       | Osman Mula                   |
| 1983 | FIK 22  | Ndriçim Xhepa & Matilda Makoçi                                         | Teatro de ópera y ballet       | Osman Mula                   |
| 1984 | FIK 23  | Elvira Diamanti                                                        | Teatro de ópera y ballet       | Albert Minga                 |
| 1985 | FIK 24  | Yllka Mujo                                                             | Teatro de ópera y ballet       | Vera Grabocka                |
| 1986 | FIK 25  | Ema Ndoja                                                              | Teatro de ópera y ballet       | Vera Grabocka                |
| 1987 | FIK 26  | Silvana Braçe                                                          | Teatro de ópera y ballet       | Vera Grabocka                |
| 1988 | FIK 27  | Ina Gjika                                                              | Teatro de ópera y ballet       | Vera Grabocka                |
| 1989 | FIK 28  | Luiza Xhuvani                                                          | Palacio de Congresos de Tirana | Vera Grabocka                |
| 1990 | FIK 29  | Leon Menkshi & Kristi Rrapo                                            | Palacio de Congresos de Tirana | Osman Mula                   |
| 1991 | FIK 30  | Leon Menkshi, Ema Andrea & Rudina Magjistari                           | Palacio de Congresos de Tirana | Vera Grabocka                |
| 1992 | FIK 31  | Dritan Boriçi, Fjoralba Shehu, Sokol Balza & Rudina Magjistari         | Palacio de Congresos de Tirana | Leonard Gjata                |
| 1993 | FIK 32  | Silvana Braçe, Ndriçim Xhepa & Juela Meçani                            | Palacio de Congresos de Tirana | Leonard Gjata & Mishel Koçiu |
| 1994 | FIK 33  | Reiz Çiço & Doris Petrela                                              | Palacio de Congresos de Tirana | Vera Grabocka & Mishel Koçiu |
| 1995 | FIK 34  | Reiz Çiço & Doris Petrela                                              | Palacio de Congresos de Tirana | Osman Mula                   |
| 1996 | FIK 35  | Ardit Gjebrea, Valbona Çoba & Rudina Magjistari                        | Palacio de Congresos de Tirana | Osman Mula                   |
| 1997 | FIK 36  | Adi Krasta, Vilma Papajani, Hygerta Sako & Monika Zguro                | Palacio de Congresos de Tirana | Leonard Gjata                |
| 1998 | FIK 37  | Gazmend Gjoka, Inis Gjoni, Hygerta Sako & Luigj Gurakuqi Jr.           | Palacio de Congresos de Tirana | Petrit Bozo                  |
| 1999 | FIK 38  | Adi Krasta, Inis Gjoni, Hygerta Sako & Klodiana Maliqi                 | Palacio de Congresos de Tirana | Petrit Bozo                  |
| 2000 | FIK 39  | Erion Mustafaraj & Ornela Bregu                                        | Palacio de Congresos de Tirana | Leonard Gjata                |
| 2001 | FIK 40  | Alban Dudushi & Ornela Bregu                                           | Palacio de Congresos de Tirana | Leonard Gjata                |
| 2002 | FIK 41  | Adi Krasta & Ann Francis Vata                                          | Palacio de Congresos de Tirana | Pali Kuke                    |
| 2003 | FIK 42  | Adi Krasta & Ledina Çelo                                               | Palacio de Congresos de Tirana | Pali Kuke                    |
| 2004 | FIK 43  | Huejda El Sayed & Leon Menkshi                                         | Palacio de Congresos de Tirana | Pali Kuke                    |
| 2005 | FIK 44  | Soni Malaj & Drini Zeqo                                                | Palacio de Congresos de Tirana | Leonard Gjata                |
| 2006 | FIK 45  | Adi Krasta, Vesa Luma & Ermela Teli                                    | Palacio de Congresos de Tirana | Pali Kuke                    |
| 2007 | FIK 46  | Elsa Lila & Pirro Çako                                                 | Palacio de Congresos de Tirana | Pali Kuke                    |
| 2008 | FIK 47  | Elsa Lila , Julian Deda & Gentian Zenelaj                              | Palacio de Congresos de Tirana | Pali Kuke                    |
| 2009 | FIK 48  | Alban Skenderaj & Miriam Cani                                          | Palacio de Congresos de Tirana | Osman Mula                   |
| 2010 | FIK 49  | Jonida Maliqi, Josif Gjipali & Mirela Naska                            | Palacio de Congresos de Tirana | Bojken Lako                  |
| 2011 | FIK 50  | Hygerta Sako, Enkeleida Zeko & Nik Xhelilaj                            | Palacio de Congresos de Tirana | Martin Leka                  |
| 2012 | FIK 51  | Enkel Demi & Floriana Garo                                             | Palacio de Congresos de Tirana | Petrit Beçi                  |
| 2013 | FIK 52  | Enkel Demi, Xhesika Berberi, Marinela Meta & Klea Huta                 | Palacio de Congresos de Tirana | Petrit Bozo                  |
| 2014 | FIK 53  | Turjan Hyska, Floriana Garo & Liberta Spahiu                           | Palacio de Congresos de Tirana | Bledi Laço                   |
| 2015 | FIK 54  | Pandi Laço & Blerta Tafani                                             | Palacio de Congresos de Tirana | Bledi Laço                   |
| 2016 | FIK 55  | Kasem Hoxha & Ledina Çelo                                              | Palacio de Congresos de Tirana | Rezart Aga                   |
| 2017 | FIK 56  | Adi Krasta                                                             | Palacio de Congresos de Tirana | Pali Kuke                    |
| 2018 | FIK 57  | Viktor Zhusti & Ana Golja                                              | Palacio de Congresos de Tirana | Inva Mula                    |
| 2019 | FIK 58  | Alketa Vejsiu                                                          | Palacio de Congresos de Tirana | Vera Grabocka                |
| 2020 | FIK 59  | Blendi Salaj & Jonida Vokshi                                           | Sheshi Italia (al aire libre)  | Pali Kuke                    |
| 2021 | FIK 60  | Ardit Gjebrea, Isli Islami, Jonida Maliqi, Kelvi Kadilli & Xhemi Shehu | Palacio de Congresos de Tirana | Redi Treni                   |
| 2022 | FIK 61  | Arbana Osmani                                                          | Palacio de Congresos de Tirana | Eduart Grishaj               |
| 2023 | FIK 62  | Adriana Matoshi, Kledi Kadiu, Xhuliano Dule & Krisa Çaushi             | Palacio de Congresos de Tirana | Elton Deda & Gridi Kraja     |
| 2024 | FIK 63  | Enkel Demi & Ornela Bregu                                              | Palacio de Congresos de Tirana | Redi Treni & Elhaida Dani    |

## Ganadores
| Año  | Intérprete                                          | Canción                                       | Compositores (m & l)                                       |      |                            |                               |                                        |
| ---- | --------------------------------------------------- | --------------------------------------------- | ---------------------------------------------------------- | ---- | -------------------------- | ----------------------------- | -------------------------------------- |
| Año  | Intérprete                                          | Canción                                       | Compositores (m & l)                                       | 1962 | Vaçe Zela & Qemal Kertusha | «Fëmija I Parë» (Primer hijo) | Abdulla Grimci (m) & Dionis Bubani (l) |
| 1963 | Nikoleta Shoshi                                     | «Flakë E Borë» (Llama de nieve)               | Pjeter Gaçi (m) & Llazar Siliqi (l)                        |      |                            |                               |                                        |
| 1964 | Vaçe Zela                                           | «Sot Jam 20 Vjeç» (-)                         | Llazar Morcka (m) & Dionis Bubani (l)                      |      |                            |                               |                                        |
| 1965 | Tonin Tërshana                                      | «Të Dua O Det» (Te amo mar)                   | Tonin Harapi (m) & Mark Gurakuqi (l)                       |      |                            |                               |                                        |
| 1966 | Vaçe Zela                                           | «Shqiponja E Lirë» (-)                        | Pjetër Gaçi (m) & Ismail Kadare (l)                        |      |                            |                               |                                        |
| 1967 | Vaçe Zela                                           | «Këngë Për Shkurte Vatën» (-)                 | Ferdinand Deda (m) & Zhuliana Jorganxhi (l)                |      |                            |                               |                                        |
| 1968 | Vaçe Zela & Ramiz Kovaçi                            | «Mësuesit Hero» (Maestros héroes)             | Limos Dizdari (m) & Dritero Agolli (l)                     |      |                            |                               |                                        |
| 1969 | David Tukiçi                                        | «Dhuratë Për Ditëlindje» (-)                  | Nikolla Zoraqi                                             |      |                            |                               |                                        |
| 1970 | Vaçe Zela                                           | «Mesnatë» (Medianoche)                        | Shpëtim Kushta                                             |      |                            |                               |                                        |
| 1971 | Sherif Merdani                                      | «Kënga E Nënës» (Canción de madre)            | Agim Prodani (m) & Agim Shehu (l)                          |      |                            |                               |                                        |
| 1972 | Tonin Tërshana                                      | «Erdhi Pranvera» (La primavera ha llegado)    | Pjetër Gaçi (m) & Fatos Arapi (l)                          |      |                            |                               |                                        |
| 1973 | Vaçe Zela                                           | «Gjurmët E Arta» (-)                          | Kujtim Laro (m) & Lirim Dede (l)                           |      |                            |                               |                                        |
| 1974 | Alida Hisku                                         | «Vajzat E Fshatit Tim» (-)                    | Enver Shëngjergji (m) & Zhuliana Jorganxhi (l)             |      |                            |                               |                                        |
| 1975 | Alida Hisku                                         | «Buka E Duarve Tona» (-)                      | Kujtim Laro (m) & Xhevahir Spahiu (l)                      |      |                            |                               |                                        |
| 1976 | Vaçe Zela                                           | «Nënë Moj Do Pres Gërshetin» (-)              | Avni Mula (m) & Hysni Milloshi (l)                         |      |                            |                               |                                        |
| 1977 | Vaçe Zela                                           | «Gonxhe Në Pemën E Lirisë» (-)                | Limoz Dizdari (m) & Robert Shvarc & Zhuliana Jorganxhi (l) |      |                            |                               |                                        |
| 1978 | Gaqo Çako                                           | «Këputa Një Gjethe Dafine» (-)                | Limoz Dizdari (m) & Xhevahir Spahiu (l)                    |      |                            |                               |                                        |
| 1979 | Zeliha Sina, Liljana Kondakci & Aferdita Zonja      | «Festë Ka Sot Shqipëria» (-)                  | Agim Prodani (m) & Zhuliana Jorganxhi (l)                  |      |                            |                               |                                        |
| 1980 | Vaçe Zela                                           | «Shoqet Tona Ilegale» (-)                     | Agim Prodani (m) & Zhuliana Jorganxhi (l)                  |      |                            |                               |                                        |
| 1981 | Ema Qazimi                                          | «Krenari E Brezave» (-)                       | Feim Ibrahimi (m) & Gjoke Beci (l)                         |      |                            |                               |                                        |
| 1982 | Marina Grabovari                                    | «Një Djep Në Barrikadë» (-)                   | Avni Mula (m) & Hysni Milloshi (l)                         |      |                            |                               |                                        |
| 1983 | Tonin Tërshana                                      | «Vajzë Moj, Lule Moj» (-)                     | Luan Zhegu (m) & Adelina Balashi (l)                       |      |                            |                               |                                        |
| 1984 | Gëzim Çela & Nertila Koka                           | «Çel Si Gonxhe Dashuria» (-)                  | Vladimir Kotani (m) & Arben Duka (l)                       |      |                            |                               |                                        |
| 1985 | Parashqevi Simaku                                   | «Në Moshën E Rinisë» (-)                      | Vladimir Kotani (m) & Arben Duka (l)                       |      |                            |                               |                                        |
| 1986 | Nertila Koka                                        | «Dy Gëzime Në Një Ditë» (-)                   | David Tukiqi                                               |      |                            |                               |                                        |
| 1987 | Irma Libohova & Eranda Libohova                     | «Nuk E Harroj» (No lo olvidaré)               | Agim Krajka (m) & Arben Duka (l)                           |      |                            |                               |                                        |
| 1988 | Parashqevi Simaku                                   | «E Duam Lumturinë» (-)                        | Pirro Çako (m) & Agim Doçi (l)                             |      |                            |                               |                                        |
| 1989 | Frederik Ndoci, Manjola Nallbani & Julia Ndoci      | «Toka E Diellit» (-)                          | Aleksander Peçi (m) & Xhevahir Spahiu (l)                  |      |                            |                               |                                        |
| 1990 | Anita Bitri                                         | «Askush S’do T'a Besojë» (-)                  | Flamur Shehu (m) & Jorgo Papingji (l)                      |      |                            |                               |                                        |
| 1991 | Ardit Gjebrea                                       | «Jon» (-)                                     | Ardit Gjebrea (m) & Zhuliana Jorganxhi (l)                 |      |                            |                               |                                        |
| 1992 | Aleksandër Gjoka, Manjola Nallbani & Viktor Tahiraj | «Pesha E Fatit» (El peso del destino)         | Osman Mula (m) & Alqi Boshnjaku (l)                        |      |                            |                               |                                        |
| 1993 | Manjola Nallbani                                    | «Kur E Humba Një Dashuri» (-)                 | Valdimir Kotani (m) & Jorgo Papingji (l)                   |      |                            |                               |                                        |
| 1994 | Mira Konçi                                          | «Të Sotmen Jeto» (Vivir el presente)          | Shpëtim Saraçi (m) & Alqi Boshnjaku (l)                    |      |                            |                               |                                        |
| 1995 | Ardit Gjebrea                                       | «Eja» (Venir)                                 | Ardit Gjebrea (m) & Xhevahir Spahiu (l)                    |      |                            |                               |                                        |
| 1996 | Elsa Lila                                           | «Pyes Lotin» (Pido lágrimas)                  | Valentin Veizi (m) & Enrjeta Sina (l)                      |      |                            |                               |                                        |
| 1997 | Elsa Lila                                           | «Larg Urrejtjes» (-)                          | Valentin Veizi (m) & Alqi Boshnjaku (l)                    |      |                            |                               |                                        |
| 1998 | Arbërie Hadërgjonaj                                 | «Mirësia Dhe E Vërteta» (-)                   | Luan Zhegu (m) & Arben Duka (l)                            |      |                            |                               |                                        |
| 1999 | Aurela Gaçe                                         | «S’jam Tribu» (-)                             | Vladimir Kotani (m) & Jorgo Papingji (l)                   |      |                            |                               |                                        |
| 2000 | Rovena Dilo                                         | «Ante I Tokës Sime» (Antes de mi tierra)      | Ardit Gjebrea & Alfred Kaçinari (m) & Rovena Dilo (l)      |      |                            |                               |                                        |
| 2001 | Aurela Gaçe                                         | «Ndjej» (-)                                   | Adrian Hila (m) & Jorgo Papingji (l)                       |      |                            |                               |                                        |
| 2002 | Mira Konçi                                          | «Brënda Vetes Më Merr» (Tómame dentro de ti)  | Shpëtim Saraçi (m) & Pandi Laço (l)                        |      |                            |                               |                                        |
| 2003 | Anjeza Shahini                                      | «Imazhi Yt» (Tu imagen)                       | Edmond Zhulali (m) &                                       |      |                            |                               |                                        |
| 2004 | Ledina Çelo                                         | «Nesër Shkoj» (Mañana me iré)                 | Adrian Hila (m) & Pandi Laço (l)                           |      |                            |                               |                                        |
| 2005 | Luiz Ejlli                                          | «Zjarr E Ftohtë» (Fuego y frío)               | Klodian Qafoku (m) & Agim Doçi (l)                         |      |                            |                               |                                        |
| 2006 | Frederik Ndoci & Aida Ndoci                         | «Balada E Gurit» (Balada de piedra)           | Adrian Hila (m) & Pandi Laço (l)                           |      |                            |                               |                                        |
| 2007 | Olta Boka                                           | «Zemrën e lamë peng» (Nos jugamos el corazón) | Adrian Hila (m) & Pandi Laço (l)                           |      |                            |                               |                                        |
| 2008 | Kejsi Tola                                          | «Më mërr në ëndërr» (Llévame en tus sueños)   | Edmond Zhulali (m) & Agim Doçi (l)                         |      |                            |                               |                                        |
| 2009 | Juliana Pasha                                       | «Nuk Mundem Pa Ty» (Todo es sobre ti)         | Pirro Çako & Ardit Gjebrea (m) & Shpetim Saraci (l)        |      |                            |                               |                                        |
| 2010 | Aurela Gaçe                                         | «Kenga ime» (Mi canción)                      | Shpetim Saraci (m) & Sokol Marsi & Shpetim Saraci (l)      |      |                            |                               |                                        |
| 2011 | Rona Nishliu                                        | «Suus» (Su)                                   | Florent Boshnjaku (m) & Rona Nishliu (l)                   |      |                            |                               |                                        |
| 2012 | Adrian Lulgjuraj & Bledar Sejko                     | «Identitet» (Identidad)                       | Bledar Sejko (m) & Eda Sejko (l)                           |      |                            |                               |                                        |
| 2013 | Hersiana Matmuja                                    | «Zemërimi i një nate» (Enfado de una noche)   | Genti Lako (m) & Jorgo Papingji (l)                        |      |                            |                               |                                        |
| 2014 | Elhaida Dani                                        | «Diell» (Sol)                                 | Aldo Shllaku (m) & Viola Trebicka & Sokol Marsi (l)        |      |                            |                               |                                        |
| 2015 | Eneda Tarifa                                        | «Përrallë» (Cuento de hadas)                  | Olsa Toqi (m & l)                                          |      |                            |                               |                                        |
| 2016 | Lindita                                             | «Botë» (Mundo)                                | Klodian Qafoku (m) & Lindita & Big Basta (l)               |      |                            |                               |                                        |
| 2017 | Eugent Bushpepa                                     | «Mall» (Anhelo)                               | Eugent Bushpepa (m & l)                                    |      |                            |                               |                                        |
| 2018 | Jonida Maliqi                                       | «Ktheju tokës» (Vuelve a tu tierra)           | Eriona Rushiti (m & l)                                     |      |                            |                               |                                        |
| 2019 | Arilena Ara                                         | «Shaj» (Gritar)                               | Darko Dimitrov (m) & Lindon Berisha (l)                    |      |                            |                               |                                        |
| 2020 | Anxhela Peristeri                                   | «Karma» (Karma)                               | Kledi Bahiti (m) & Olti Curri (l)                          |      |                            |                               |                                        |
| 2021 | Ronela Hajati                                       | «Sekret» (Secreto)                            | Ronela Hajati (m & l)                                      |      |                            |                               |                                        |
| 2022 | Elsa Lila                                           | «Evita» (Evita)                               | Elsa Lila (m & l)                                          |      |                            |                               |                                        |
| 2023 | Mal Retkoceri                                       | «Çmendur» (Loco)                              | Mal Retkoceri                                              |      |                            |                               |                                        |
| 2024 | Shkodra Elektronike                                 | «Zjerm» (Fuego)                               | Beatriçe Gjergji y Kolë Laca (m & l)                       |      |                            |                               |                                        |

## En Eurovisión
| Año  | Intérprete                      | Canción                                           | Compositores (m & l)                                     | Idioma           | Resultado en Eurovisión                        | Resultado en Eurovisión                        | Resultado en Eurovisión                        | Resultado en Eurovisión                        |
| Año  | Intérprete                      | Canción                                           | Compositores (m & l)                                     | Idioma           | Lugar Final                                    | Puntos Final                                   | Lugar Semifinal                                | Puntos                                         |
| ---- | ------------------------------- | ------------------------------------------------- | -------------------------------------------------------- | ---------------- | ---------------------------------------------- | ---------------------------------------------- | ---------------------------------------------- | ---------------------------------------------- |
| 2004 | Anjeza Shahini                  | «The Image Of You» (La imagen de ti)              | Adrian Hila (m) & Pandi Laço (l)                         | Inglés           | 7                                              | 106                                            | 4                                              | 167                                            |
| 2005 | Ledina Çelo                     | «Tomorrow I Go» (Mañana me voy)                   | Klodian Qafoku (m) & Agim Doçi (l)                       | Inglés           | 16                                             | 53                                             | Top 12 del año anterior.                       | Top 12 del año anterior.                       |
| 2006 | Luiz Ejlli                      | «Zjarr E Ftohtë» (Fuego y frío)                   | Adrian Hila (m) & Pandi Laço (l)                         | Albanés          | No clasificó                                   | No clasificó                                   | 14                                             | 58                                             |
| 2007 | Frederik Ndoci & Aida Ndoci     | «Hear My Plea» (Escucha mi plegaria)              | Adrian Hila (m) & Pandi Laço (l)                         | Albanés & Inglés | No clasificó                                   | No clasificó                                   | 17                                             | 49                                             |
| 2008 | Olta Boka                       | «Zemrën e lamë peng» (Nos jugamos el corazón)     | Edmond Zhulali (m) & Agim Doçi (l)                       | Albanés          | 17                                             | 55                                             | 9                                              | 67                                             |
| 2009 | Kejsi Tola                      | «Carry me in your dreams» (Llévame en tus sueños) | Pirro Çako & Ardit Gjebrea (m) & Shpetim Saraci (l)      | inglés           | 17                                             | 48                                             | 7                                              | 73                                             |
| 2010 | Juliana Pasha                   | «It's all about you» (Es todo sobre de ti)        | Pirro Çako & Ardit Gjebrea (m) & Shpetim Saraci (l)      | inglés           | 16                                             | 62                                             | 6                                              | 76                                             |
| 2011 | Aurela Gaçe                     | «Feel the passion» (Siente la pasión)             | Shpetim Saraci (m) & Sokol Marsi & Shpetim Saraci (l)    | Inglés & Albanés | No clasificó                                   | No clasificó                                   | 14                                             | 47                                             |
| 2012 | Rona Nishliu                    | «Suus» (Su)                                       | Florent Boshnjaku (m) & Rona Nishliu (l)                 | Albanés          | 5                                              | 146                                            | 2                                              | 146                                            |
| 2013 | Adrian Lulgjuraj & Bledar Sejko | «Identitet» (Identidad)                           | Bledar Sejko (m) & Eda Sejko (l)                         | Albanés          | No clasificó                                   | No clasificó                                   | 15                                             | 31                                             |
| 2014 | Hersiana Matmuja                | «One night's anger» (El enfado de una noche)      | Genti Lako (m) & Jorgo Papingji (l)                      | Inglés           | No clasificó                                   | No clasificó                                   | 15                                             | 22                                             |
| 2015 | Elhaida Dani                    | «I'm alive» (Estoy viva)                          | Arbër Elshani & Kristijan Lekaj (m) & Sokol Marsi (l)    | Inglés           | 17                                             | 34                                             | 10                                             | 62                                             |
| 2016 | Eneda Tarifa                    | «Fairytale» (Cuento de hadas)                     | Olsa Toqi (m & l)                                        | Inglés           | No clasificó                                   | No clasificó                                   | 16                                             | 45                                             |
| 2017 | Lindita Halimi                  | «World» (Mundo)                                   | Klodian Qafoku (m) & Lindita & Big Basta (l)             | Inglés           | No clasificó                                   | No clasificó                                   | 14                                             | 76                                             |
| 2018 | Eugent Bushpepa                 | «Mall» (Anhelo)                                   | Eugent Bushpepa (m & l)                                  | Albanés          | 11                                             | 184                                            | 8                                              | 162                                            |
| 2019 | Jonida Maliqi                   | «Ktheju tokës» (Vuelve a tu tierra)               | Eriona Rushiti (m & l)                                   | Albanés          | 17                                             | 90                                             | 9                                              | 96                                             |
| 2020 | Arilena Ara                     | «Fall from the sky» (Caída del cielo)             | Darko Dimitrov (m) & Lindon Berisha (l)                  | Inglés           | Festival cancelado por la pandemia de COVID-19 | Festival cancelado por la pandemia de COVID-19 | Festival cancelado por la pandemia de COVID-19 | Festival cancelado por la pandemia de COVID-19 |
| 2021 | Anxhela Peristeri               | «Karma» (Karma)                                   | Kledi Bahiti (m) & Olti Curri (l)                        | Albanés          | 21                                             | 57                                             | 10                                             | 112                                            |
| 2022 | Ronela Hajati                   | «Sekret» (Secreto)                                | Ronela Hajati (m & l)                                    | Albanés e inglés | No clasificó                                   | No clasificó                                   | 12                                             | 58                                             |
| 2023 | Albina & Familja Kelmendi       | «Duje» (Ama)                                      | Enis Mullaj (m) & Eriona Rushiti (l)                     | Albanés gheg     | 22                                             | 76                                             | 9                                              | 83                                             |
| 2024 | Besa                            | «Titan» (Titán)                                   | Kledi Bahiti, Besa Kokëdhima, Rozana Radi & Petrit Sefaj | Inglés           | No clasificó                                   | No clasificó                                   | 15                                             | 14                                             |
| 2025 | Shkodra Elektronike             | «Zjerm» (Fuego)                                   | Beatriçe Gjergji y Kolë Laca (m & l)                     | Albanés gheg     | 8                                              | 218                                            | 2                                              | 122                                            |

## Trivia
- Algunos artistas han ganado el Festivali I Këngës más de una vez:
  1. Vaçe Zela: 12 veces (1962, 1963, 1964, 1965, 1966, 1967, 1968, 1970, 1973, 1976, 1977, 1980)
  2. Tonin Tërshana: 3 veces (1965, 1972, 1983)
  3. Manjola Nallbani: 3 veces (1989, 1992, 1993)
  4. Aurela Gaçe: 3 veces (1999, 2001, 2010)
  5. Elsa Lila: 3 veces (1996, 1997, 2022)
  6. Alida Hisku: 2 veces (1974, 1975)
  7. Nertila Koka: 2 veces (1984, 1986)
  8. Parashqevi Simaku: 2 veces (1985, 1988)
  9. Frederik Ndoci: 2 veces (1989, 2006)
  10. Ardit Gjebrea: 2 veces (1991, 1995)
  11. Mira Konçi: 2 veces (1994, 2002)

Eso significa que 32 ediciones han sido ganadas por solo 11 cantantes.
- En 1963, aunque el ganador oficial está registrado como "Vaçe Zela - Djaloshi Dhe Shiu", el primer lugar nunca fue anunciado. El jurado tuvo problemas decidiendo entre dos canciones: "Vaçe Zela - Djaloshi Dhe Shiu" & "Nikoleta Shoshi - Flakë E Borë"
- En las ediciones tempranas del Festivali I Këngës, algunos cantantes interpretaron más de una canción.
- Se dijo que "Kozma Dushi - Lot Me Ty O Djalë" iba a ganar una edición del Festivali I Këngës, sin embargo minutos antes de que el jurado tomara la decisión, la esposa del dictador Nexhmije Hoxha no quería que la canción ganara, así que se escogió otra canción.
- En 1980, se rumorea que el gobierno intervino en el proceso de selección del ganador, dándole la victoria a Vaçe Zela con su canción "Shoqet Tona Ilegale" frente a la canción "Njerëzit E Agimeve" de Alida Hisku. Mientras la canción de Zela honraba las amistades encubiertas entre partidarios durante el tiempo de la liberación nacional de Albania de las fuerzas nazis, la segunda hacía fuertes referencias al despertar intelectual y las nuevas ideas, como lo demuestra su letra: "Las generaciones han soñado durante mucho tiempo con un despertar como este, con el sol en sus corazones, con la luz en sus ojos, entre las mañanas de fuego, las nuevas generaciones crecen, plantan como el trigo, nuevos días por venir"; conceptos considerados fuertemente en contraste con la filosofía de la dictadura de Enver Hoxha.
- En 1994, Mariza Ikonomi se convirtió en la cantante más joven en competir en el festival, a los 12 años, en un dueto con Françesk Radi y su canción "Telefonatë Zemrash".
- En 1995, la canción "E Doni Dashurinë" de Luan Zhegu y Ledina Çelo fue registrada como la canción más aplaudida en el Festival I Këngës en la historia (hasta 2006), un aplauso total de 7 minutos y 11 segundos.
- En 1997, la cantante Alma Bektashi tuvo un fallo de vestuario en el escenario y su vestido se cayó de un lado, revelando un seno. Aunque las cámaras lograron evitar el incidente, el público sin embargo pudo apercibirse del fallo.
- En 1998, Avni Mula, cabeza del jurado, declaró a Arbërie Hadërgjonaj como la ganadora, convirtiéndola en la primera cantante albanokosovar en ganar el Festivali I Këngës.
- En 1999, Irma y Eranda Libohova abandonaron el Palacio de congresos pensando que su canción "Apokalipsi" no ganaría. La canción fue inicialmente declarada como la ganadora, aunque un error de cálculo en las votaciones del jurado anunciado al día siguiente por el presidente del mismo, Vaçe Zela, reveló que la canción "S'jam Tribu" de Aurela Gaçe había sido la ganadora final.
- En 2015 la cantante Elhaida Dani ganó con la canción "Diell" pero la cambió 2 meses antes de celebrarse el Festival de Eurovisión por "I'm Alive". La cantante también actuó en la final con un traje y un peinado diferentes a los que había utilizado en la semifinal.
- En 2022 y 2023, los ganadores del Festivali i Këngës serían determinados por los miembros del jurado y los representantes de Albania en el Festival de la Canción de Eurovisión, por el televoto. De este modo, Elsa Lila (2022) y Mal Retkoceri (2023) ganaron los festivales de esos años, pero quienes participaron en Eurovisión fueron Albina & Familja Kelmendi (participantes del FIK 2022 y Eurovisión 2023) y Besa Kokëdhima (participante del FIK 2023 y Eurovisión 2024).

## Escándalos
- En 1972, el dictador albanés Enver Hoxha consideró que los organizadores del Festivali I Këngës 11 eran "enemigos del pueblo", un nombre dado a todos los sujetos que consideraba un peligro al país. Desafortunadamente, muchos de ellos fueron asesinados después de ser acusados de hacer peligrar la mentalidad el país introduciendo un aspecto inmoral al show, y de conspirar contra el gobierno influenciando a la juventud albanesa de la época. Los argumentos estaban fuera de contexto y estos asesinatos fueron usados como ejemplo y aviso para futuros organizadores. Hay un libro entero dedicado a este evento: "Skifter Këlliçi - Festivali I Njëmbëdhjetë (El 11º festival)"
- En 2003, el mismo escenario se presentó, esta vez con la cantante Mariza Ikonomi, quien estaba ansiosa de representar a Albania por la primera vez en el Festival de la Canción de Eurovisión. Perdió ante Anjeza Shahini.
- En 2003, la cantante Mariza Ikonomi, que estaba ansiosa por representar a Albania por primera vez en el Festival de la Canción de Eurovisión, abandonó el lugar en señal de protesta cuando se anunció que su entrada "Mbi urë" ocupaba el segundo lugar. Finalmente perdió ante "Imazhi Yt" de Anjeza Shahini.
- En 2004, los productores de la canción "Nesër Shkoj" demandaron a Ledina Çelo porque ella había firmado contratos con una compañía telefónica antes de consultarlo con ellos. También fue acusada de no asistir a conferencias arregladas por los productores y que no ensayó la canción de manera suficiente. La demanda fue retirada la misma semana que fue interpuesta.
- En 2006, Greta Koçi estaba tan decepcionada con su 5º lugar con la canción "Eja Zemër" que rompió a llorar, mientras su madre acusaba a los siete miembros del jurado de corrupción e incompetencia.